# ジェームズ・ヘンリー・レイシー
ジェームズ・ヘンリー・レイシー（James Harry "Ginger" Lacey,1917年2月11日 - 1989年5月30日）は、イギリス空軍のエース・パイロット。

## 経歴
ヨークシャーのウェザビーで生まれ、1933年、キング・ジェームズ・グラマースクールを自主退学、薬剤師を志すが、1937年イギリス空軍志願予備役となった。
イギリス参戦後、軍曹として第501飛行隊に配属、1941年1月に少尉に昇進、撃墜数は28機。
終戦に伴い大尉に降格後、1967年少佐として退役、航空貨物会社を経営していた。